# Rue Gaucheret
La rue Gaucheret (en néerlandais : Gaucheretstraat) est une rue bruxelloise de la commune de Schaerbeek qui commence place Solvay et se termine avenue de la Reine en passant par la rue Rogier, la rue Gendebien, la place Gaucheret, l'avenue Philippe Thomas et la rue Destouvelles.
La numérotation des habitations va de 135 à 243 pour le côté impair, et de 2 à 220 pour le côté pair.
La rue porte le nom d'un propriétaire terrien, François Gaucheret, décédé à Bruxelles le 8 juin 1787. Elle s'appelait précédemment rue du Marché.

## Adresses notables
- nos 92-94 : Conseil du Contentieux des étrangers
- no 124A : École communale no 8 Frédéric De Jongh[1]
- nos 132-136 : Immeubles du Foyer Schaerbeekois

## Parc Gaucheret
Localisation : 50° 51′ 51″ N, 4° 21′ 37″ E
Le parc Gaucheret est un espace vert situé à Schaerbeek le long de la rue Gaucheret dans le tronçon de la rue situé entre le piétonnier de la rue Rogier et la place Gaucheret.
Le parc a été aménagé sur un terrain resté en friche durant 30 ans à la suite de la démolition massive des vieux quartiers du nord dans les années 1960. L'aménagement du parc a débuté au cours de l'année 2000 dans le cadre du redressement urbanistique et social de l'ensemble du quartier nord. Le parc est agrémenté d'une fontaine ludique et associe béton (sous la forme d'une dalle multisports) et pelouses vallonnées.

## Galerie de photos

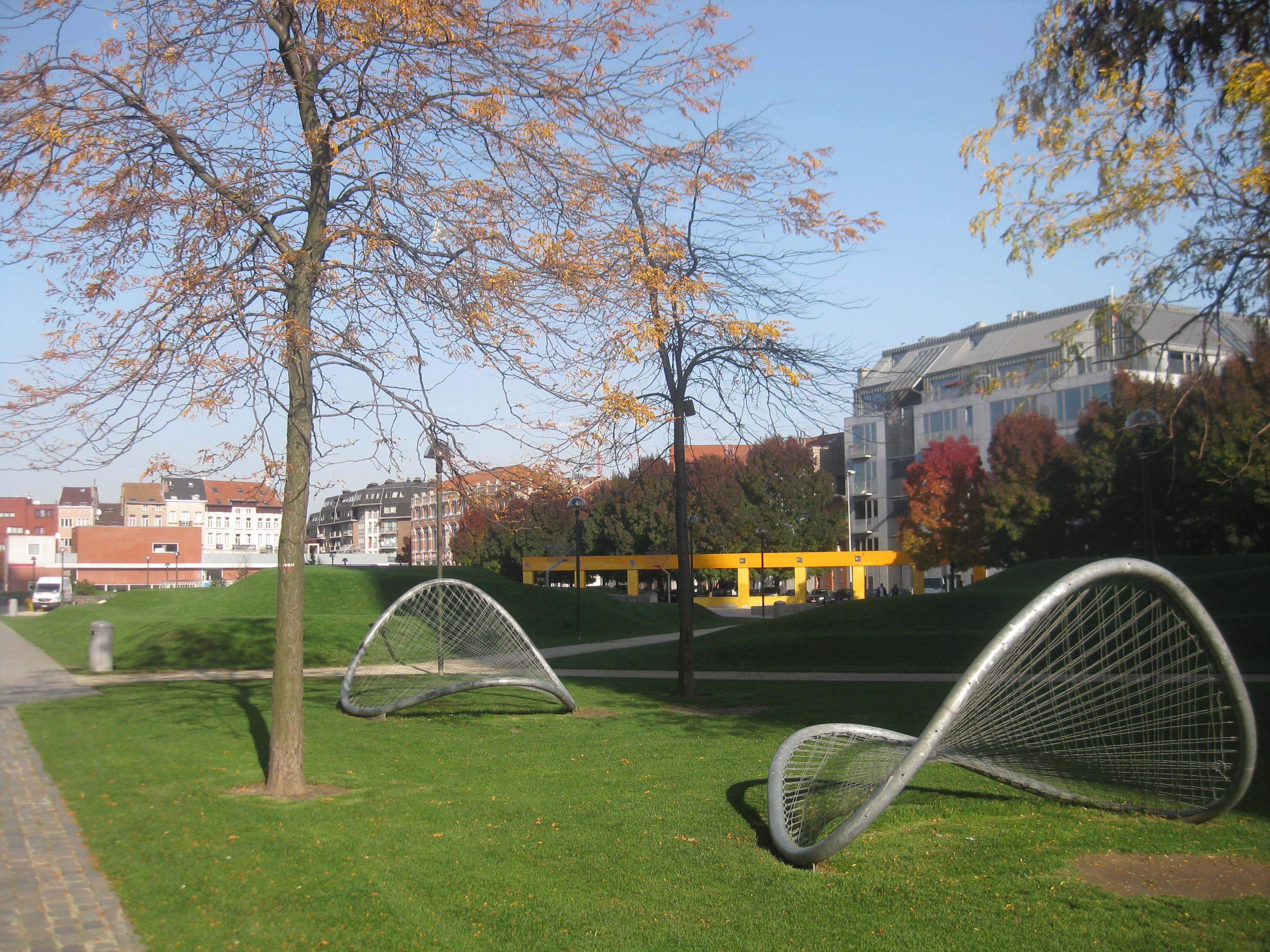
Le parc Gaucheret